# Stazione di Santo Stefano Belbo
Stazione di Santo Stefano Belbo vasútállomás Olaszországban, Santo Stefano Belbo településen.

## Vasútvonalak
Az állomást az alábbi vasútvonalak érintik:
- Alessandria–Cavallermaggiore-vasútvonal

## Kapcsolódó állomások
A vasútállomáshoz az alábbi állomások vannak a legközelebb:
- Stazione di Canelli
- Calosso-Castiglione Tinella railway halt